# Call of Duty: Modern Warfare 2 (2009)
Call of Duty: Modern Warfare 2, также известная ранее как Modern Warfare 2 — компьютерная игра, в жанре шутера от первого лица, разработанная американской компанией Infinity Ward и изданная Activision. Игра является шестой в серии Call of Duty. Проект официально анонсирован 11 февраля 2009 года. Выход игры состоялся 10 ноября 2009 года на PlayStation 3, Xbox 360 и PC. В России весь консольный тираж игры был задержан из-за ставшей скандально известной миссии «Ни слова по-русски», которую оказалось невозможно заблокировать на консолях, поэтому игра вышла только на персональном компьютере. 12 ноября 2009 года игра стала доступна для активации для купивших её через интернет-сервис цифровой дистрибуции Steam.
В первый же день продаж было реализовано более 4 700 000 копий игры. Таким образом, она установила новый мировой суточный рекорд продаж и оставила позади предыдущего лидера — Grand Theft Auto IV. Спустя почти год, 9 ноября 2010 года, новый мировой рекорд суточных продаж был установлен продолжателем серии Call of Duty: Black Ops с результатом 5 600 000 проданных копий игры в первый день продаж.
Сюжет игры является прямым продолжением событий игры Call of Duty 4: Modern Warfare и начинается спустя пять лет. Одиночная кампания предлагает игроку сыграть за нескольких бойцов спецслужб и регулярных частей. Действие игры происходит в России, на военной базе в горах Казахстана, в трущобах Бразилии, в Афганистане, в США и даже на орбите Земли.
31 марта 2020 года вышло переиздание кампании игры для PlayStation 4, для Xbox One и ПК переиздание вышло 30 апреля. Как и в случае с Modern Warfare 2019 года, игра не будет доступна для российских владельцев PS4.

## Игровой процесс
Геймплей игры стандартен для серии и вообще для линейных шутеров и является развитием наработок игры Call of Duty 4: Modern Warfare. Действие игры происходит во многих уголках мира, таких как США, Афганистан, Казахстан, Бразилия и Кавказ. Игрок участвует в линейных миссиях за нескольких бойцов регулярных частей и спецназа западных стран и выполняет простейшие задачи: пробивается через разнообразные уровни, уничтожает противников, сбивает из ракетных установок вертолёты, управляет стационарными пулемётами, иногда использует транспорт и т. д.
Сюжет в игре Modern Warfare 2 абсолютно линеен, игровые ситуации полностью подчинены сценарию. Вся игра строится на основе линейного геймплея. Почти все уровни построены на основе т. н. «коридорного» дизайна. Например, разрушаемое окружение в игре строго предопределено, даже из мощнейшего оружия невозможно уничтожить большинство объектов на уровне.
В игру были введены новые элементы, например, подъём по обледенелому склону, бой на снегоходах и плавание на моторных лодках. Появились и элементы нелинейности, нехарактерные для серии Call of Duty. В первый раз в серии игрокам предоставлена возможность стрелять сразу из двух пистолетов или обрезов по-македонски.
Игровой искусственный интеллект врагов был очень серьёзно переделан по сравнению с Call of Duty 4: Modern Warfare. Разработчики дали большую свободу перемещения по локации для противников. Была кардинально пересмотрена система респауна. В некоторых миссиях игроку необходимо незамеченным преодолеть патрули противника; при этом враг реагирует на шум, издаваемый игроком. Если игрок не замечен противниками, то они занимаются своими обычными делами: патрулируют территорию, общаются, курят и т. д.

### Спецоперации
В игре доступен кооперативный режим «Спецоперации» (англ. Special Ops), в который входят миссии, аналогичные по конструкции миссии Mile High Club (эпилог Call of Duty 4: Modern Warfare). Этот режим доступен в отдельном меню и не связан напрямую с основной сюжетной линией, хотя его карты построены на основе сюжетных локаций, некоторые из которых не присутствуют в кампании и портированы из Call of Duty 4 (например, Припять). В игре есть 23 спецоперации, большинство из которых поддерживают одиночное прохождение или совместное прохождение двумя игроками, однако две миссии ориентированы только на кооператив, например, миссия «Наблюдатель», где одному игроку необходимо прорваться через вражеский лагерь, а другому — расчищать путь напарнику, играя за оператора вооружения самолёта AC-130. Миссии включают гонки на снегоходах, сражения с бронированными солдатами, отражение волн атак.
За прохождение игры даётся определённое количество призовых звёзд, в зависимости от выбранной сложности. Предусмотрено три уровня сложности: «Рядовой» (англ. Regular), «Офицер» (англ. Hardened) и «Ветеран» (англ. Veteran). Таким образом, в кооперативном режиме всего 23 миссии и игрок может получить 69 звёзд, если пройдёт все 23 миссии на последнем уровне сложности.
Предусмотрено пять групп миссий по сложности: Alpha, Bravo, Charlie, Delta и Echo, названных по первым знакам фонетического алфавита организации НАТО. Высшие группы сложности разблокируются по мере прохождения более лёгких.
Обозреватель портала IGN Дэвид Клэйман (англ. David Clayman) в статье «The Top 25 Xbox 360 Games» заявляет, что в 2009 году этот режим являлся лучшим из всего, что было представлено за этот год для совместного прохождения.

## Сюжет

Миссия «Скалолаз». На винтовке Bushmaster ACR установлен датчик сердцебиения

События Call of Duty: Modern Warfare 2 разворачиваются спустя пять лет после окончания Call of Duty 4: Modern Warfare (то есть в 2016 году). Российская ультранационалистическая организация, несмотря на гибель своего лидера Имрана Захаева, победила в Гражданской войне в России и установила в стране социалистический строй, подобный строю СССР. Однако среди ультранационалистов произошёл раскол среди сторонников радикального и умеренного ультранационализма и один из их руководителей — Владимир Макаров — вновь ушёл в подполье, а вместе с ним и большая часть партии. Он организовал группировку под названием «Красный спецназ», его личную армию и устроил многочисленные террористические акты против западных стран. Опасаясь укрепления позиций Макарова, НАТО сформировало элитный отряд для борьбы с террористами ОТГ-141, возглавляемый американским генералом Шепардом.
Игра начинается в Афганистане, где американский рейнджер Джозеф Аллен демонстрирует новобранцам навыки одиночной стрельбы, тренируется на полигоне и участвует в операции по освобождению города от отрядов боевиков. Впечатлённый навыками Аллена, генерал Шепард вербует его в ЦРУ. Шепард, не брезгуя любыми средствами, внедряет Аллена в организацию Макарова под именем Алексея Бородина.
Над Казахстаном российскими войсками был сбит спутник системы NORAD, предназначенный для противовоздушной обороны США и Канады. Спутник был перенесён на секретную базу в горах Казахстана, где российские специалисты занялись модулем системы автоконтроля (в случае его успешного взлома войскам можно было достичь США незаметно). НАТО узнаёт об этом, но понимая, что это может быть провокацией, решает отправить специальную группу для бесшумного возвращения модуля. Бойцы ОТГ-141 — капитан Джон «Соуп» Мактавиш и сержант Гари «Роуч» Сандерсон проникают на российскую авиабазу в горах Тянь-Шаня на юге Казахстана, чтобы возвратить потерянный модуль. Им это удаётся, однако к тому времени он уже был взломан российскими специалистами.
12 августа 2016 года отряд Макарова, в том числе и Аллен (Бородин), организуют теракт в Международном Аэропорту имени Имрана Захаева в Москве (миссия «Ни слова по-русски»). Они убивают десятки (сотни) гражданских, сотрудников полиции и бойцов ФСБ. Когда отряд уже собирается уезжать из аэропорта на машине скорой помощи, Макаров стреляет в Аллена. Макаров уже догадался о том, что Аллен — американский шпион, внедрённый в его организацию. Макаров оставляет Аллена умирать в аэропорту, тело Аллена находят бойцы спецназа ФСБ. Тело американца с оружием на месте теракта становится неопровержимым доказательством агрессивных намерений США против России.
Это становится поводом к началу войны, и российская армия успешно вторгается в США, обойдя американские радары с помощью взломанного модуля. Отряд 1-го батальона 75-го полка рейнджеров, в котором служат капрал Данн и рядовой Джеймс Рамирес, под командованием сержанта Фоули, обороняет Виргинию от нападения российского десанта. Они пробиваются в пылающий Вашингтон, где американские силы ведут бои против наступающих российских частей.
Тем временем ОТГ-141 пытаются найти Макарова. Поиски приводят их в Рио-де-Жанейро, где они в поисках информации охотятся за помощником Макарова Алехандро Рохасом. После долгой погони и сражения с местными ополченцами, отряд захватывает Рохаса. Им удаётся выяснить, что Макаров пытается добраться до одного человека «заключённого № 627», по словам Рохаса, это единственный человек, которого Макаров ненавидит больше, чем американцев. В данный момент этот человек сидит в колонии-тюрьме ГУЛАГ, возле Петропавловска-Камчатского. Джон МакТавиш решает захватить его и использовать как приманку на Макарова. Чтобы проникнуть в ГУЛаг, бойцам ОТГ-141 сначала приходится обезвредить ЗРК, которые находятся на нефтяных вышках в Беринговом море, недалеко от Петропавловска-Камчатского. Это им успешно удаётся. Затем ОТГ-141 атакуют колонию и, после продолжительного боя, спасают заключённого № 627. Им оказывается капитан Джон Прайс — бывший командир отряда SAS, в котором служил Джон «Соуп» МакТавиш. В кат-сцене «Соуп», чтобы остановить заключённого № 627, приставляет к его голове пистолет M1911, но когда понимает, что это Прайс, отдаёт ему этот пистолет, что является отсылкой на финал первой части. Прайс соглашается помочь ОТГ-141 в поисках Макарова. Но прежде Прайс хочет завершить войну между Россией и США, и для этого он обманом заманивает ОТГ-141 в деревушку недалеко от Петропавловска-Камчатского, в которой находится подводная лодка 667БДР «Кальмар» с баллистической ракетой на борту. Прайс пробирается на подлодку и запускает ракету в сторону США, предварительно запрограммировав её так, чтобы она взорвалась в верхних слоях атмосферы. ЭМИ, появившийся в результате взрыва, выводит из строя всю боевую технику в зоне боевых действий (как российскую, так и американскую). Следствием взрыва также стало разрушение МКС. Американские войска освобождают Вашингтон.
Сузив возможное убежище Макарова до двух точек, бойцы ОТГ-141 разделяются: Прайс и МакТавиш отправляются на кладбище самолётов в Афганистане, в то время как сержант Гари «Роуч» Сандерсон и лейтенант Саймон «Гоуст» Райли отправляются к российско-грузинской границе. Не найдя там Макарова, Гари «Роуч» и Саймон «Гоуст» со своими бойцами прорываются на его дачу. Они получают важнейшие данные о Макарове с его компьютера. Генерал Шепард сообщает им о том, что скоро прибудет на вертолёте. Они выдвигаются, но Роуча тяжело контузит взрывом, а прибывший генерал Шепард, получив электронный носитель с секретными данными, предаёт Роуча, выстрелив в область груди, и убивает Гоуста выстрелом в тело, а потом сжигает его и ещё живого Роуча.
В это время капитан МакТавиш пробивается к Прайсу через кладбище самолётов, в то время как происходит стычка наёмников Шепарда и боевиков Макарова. Прайсу и МакТавишу становится понятно, что Шепард намеревается использовать в своих интересах глобальный кризис, чтобы объявить себя единственным героем; после получения координат секретной базы Шепарда в Афганистане от Макарова, они решают отомстить предателю. Однако Шепарду удаётся сбежать со своей базы в Афганистане, так что Прайсу и МакТавишу приходится гнаться за ним на моторной лодке.
Прайсу удаётся сбить вертолёт Шепарда перед падением лодки с водопада. Выбравшийся из воды Соуп убивает двух оставшихся в живых людей Шепарда и, наконец, настигает самого генерала. Но Шепард блокирует нападение и наносит контрудар Соупу его собственным ножом. Шепард готовится убить Магнумом Соупа, но внезапно появившийся капитан Прайс нападает на генерала и выбивает Магнум из его рук. Соуп пытается схватить с земли револьвер, но Шепард отшвыривает пистолет и ударяет Соупа по лицу, вследствие чего он теряет сознание. На генерала снова нападает Прайс, и между ними начинается схватка. Когда Шепард начинает одерживать верх, очнувшийся Соуп вырывает нож из раны, кидает его в Шепарда и убивает его, попав ему в глаз. Вернувшийся русский информатор Николай спасает Прайса и МакТавиша, и они вместе улетают на вертолёте. Николай предупреждает Прайса, что теперь они в международном розыске. Прайс говорит, что нужно отвезти МакТавиша в безопасное место. Николай говорит, что знает такое место.
После прохождения основного сюжета игроку будет доступен уровень «Вечер с Infinity Ward», действие которого происходит в музее из финальных титров.

### Герои
На протяжении сюжетной кампании игрок управляет пятью протагонистами. Главный герой — сержант Гари «Роуч» Сандерсон (англ. Gary «Roach» Sanderson), который является членом спецотряда НАТО ОТГ-141. Игра начинается в Афганистане, где игрок управляет американским рейнджером, рядовым первого класса Джозефом Алленом (англ. Joseph Allen), который после личного отбора генерал-лейтенантом Шепардом (англ. Lieutenant General Shepherd) становится агентом ЦРУ и внедряется в террористическую организацию Владимира Макарова (англ. Vladimir Makarov) под именем Алексей Бородин (англ. Alexei Borodin). Протагонистом становится и другой рядовой элитного 75-го полка рейнджеров Джеймс Рамирес (англ. James Ramirez), который участвует в обороне Восточного побережья США от наступающих российских войск.
В первых миссиях протагонист игры Call of Duty 4: Modern Warfare британский капитан SAS Джон «Соуп» МакТавиш (англ. John «Soap» MacTavish) является командиром отряда Гари «Роуча» Сандерсона, и, следовательно, неигровым персонажем. Однако, в последних трёх миссиях он также становится протагонистом. На несколько секунд игрок становится оператором Астро-1 и наблюдает за взрывом МБР в верхних слоях атмосферы и гибелью МКС.
Некоторые неигровые персонажи играют очень важную роль в сюжете. В середине игры возвращается ветеран SAS из Call of Duty 4: Modern Warfare капитан Джон Прайс (англ. John Price), которого МакТавиш спасает из российского ГУЛага. Новым героем стал один из лучших бойцов ОТГ-141, в прошлом боец SAS, лейтенант Саймон «Гоуст» Райли (англ. Simon «Ghost» Riley), который носит балаклаву с изображением человеческого черепа, из-за чего на протяжении всей игры не видно лица Гоуста. Сержант Фоули — командир взвода 1-го батальона 75-го полка рейнджеров, под его началом служили Джозеф Аллен и Джеймс Рамирес. Вернулся и Николай (англ. Nikolai) — российский информатор британских спецслужб. После того как его рассекретили и чуть не казнили 5 лет назад, он остался работать пилотом в SAS.
Антагонистами стали командующий ОТГ-141 генерал-лейтенант Шепард, предавший главных героев в конце игры, и Владимир Макаров, который после победы ультранационалистов в гражданской войне откололся от партии и создал террористическую организацию «Красный спецназ». Макаров вступил в сговор с Шепардом с целью развязки Третьей мировой войны. Тем не менее, в конце игры Макаров помог определить местонахождение Шепарда.

## Оружие
В игре доступна широкая гамма современного оружия всех стран мира. В мультиплеере экипировка разделена на четыре класса: основное оружие, дополнительное оружие и два класса различных дополнительных элементов (гранаты, мины, метательные ножи, сигнальные огни). В класс основного оружия входят, например, автоматы M16A4, M4A1 и SCAR-H, снайперские винтовки Intervention, Barrett M82, Mk 14 Mod 0 Enhanced Battle Rifle, пулемёты, например, Steyr AUG HBAR, а также пуленепробиваемый щит. В класс дополнительного входят, например, дробовики, пистолеты и гранатомёты. Оружие может быть модифицировано с помощью различных дополнительных модулей, таких как датчик сердцебиения, различные прицелы, подствольный дробовик и подствольный гранатомёт, боеприпасы с улучшенной пробивной способностью, расширенный магазин. Однако, некоторые виды оружия нельзя модифицировать, например, ракетные установки и пуленепробиваемый щит. Некоторые виды оружия не поддаются всем видам модификации: например, на пистолеты нельзя установить дополнительный прицел. На некоторых видах оружия можно использовать в качестве модуля стиль «Акимбо» (парное оружие). В случае с парным винчестером модели 1887 это приводило к серьёзной разбалансировке игры из-за очень высокой убойной силы этого оружия на ближней и средней дистанции.
В мультиплеере, с помощью различных перков можно создавать различные классы с разными возможностями. Например, используя перк Bling (обычная версия), можно установить одновременно два модуля на основное оружие, а используя перк Bling (PRO версия) ещё два модуля на дополнительное оружие.
Из холодного оружия в игре присутствуют метательные и боевые ножи. Боевой нож доступен по умолчанию и может быть использован в любом классе. При выборе метательного ножа (нож выбирается в секции метательного оружия, в которой в основном находятся боевые гранаты и другие взрывные устройства) игроку даётся один такой нож, но, бросив нож во врага, его можно подобрать и использовать повторно. Щитом также можно наносить удары. Дополнительный модуль для пистолетов Тактический нож позволяет игроку носить пистолет в правой руке, а нож в левой, за счёт этого увеличивается скорость удара в ближнем бою.

## Система достижений

Вид списка достижений игры в Steam

В игру Modern Warfare 2 встроена система достижений, которая заключается в выполнении ряда заданий Special Ops, мультиплеера и преодолении сюжетных миссий на разном уровне сложности. PC-достижения активируются через систему Steam. Заработанные достижения не дают никаких преимуществ при прохождении, они лишь отмечаются в меню игры и сетевой статистике и в версии игры для консолей приносят определённое количество gamerpoints («очки игрока») (G). Например, прохождение одиночной кампании на высокой сложности или на сложности Ветеран даёт достижение Цена Войны (90G). Награждается, например, и незаметное убийство ножом (Нет Повода для Беспокойства — 10G).
Ряд заданий подразумевает некую активность в процессе всей игры. Например, получение 30 звёзд в миссиях Special Ops приносит достижение Специалист (30G).
В версии игры Modern Warfare 2 для консоли Playstation 3 также присутствует аналогичная система достижений — трофеи. Трофеи делятся на бронзовые, серебряные, золотые и платиновые.

## Многопользовательская игра
Мультиплеер в версии для PC построен на основе новой игровой сети IWNet, связь между игроками происходит на равных условиях через компьютерные сети P2P. Соответственно, в игре отсутствует система выделенных серверов. Нововведение вызвало негативную реакцию множества игроков, и 20 ноября 2009 года Infinity Ward на своём сайте разместила отдельную публикацию для разъяснения преимуществ этой новой системы. Тем не менее, спустя несколько дней после релиза игры, пользователи, путём взлома кода игры смогли вернуть консоль, и, соответственно, выделенные сервера и пользовательские модификации. В версиях игры для консолей Playstation 3 и Xbox 360, как и в предыдущих играх серии, сразу же перед началом матча сервером выбирается одна из консолей игроков (одна из 12 или 18 консолей), участвующих в игре.
В мультиплеере доступны несколько режимов командной или индивидуальной игры по локальной сети или интернету. Была сокращена максимальная численность игроков (32), теперь она составляет 18 человек (в версии для PC). В версиях для приставок Playstation 3 и Xbox 360 максимальное количество игроков не изменялось: 18 человек для режима Ground War, 12 человек для всех остальных режимов. В игре сохранилась система набора опыта, получения наград и рангов из Call of Duty 4: Modern Warfare. Кроме новых видов оружия доступна разветвлённая система дополнительных способов уничтожения противника — наград за серии убийств (англ. Killstreak Awards, «киллстрики»), которые могут быть получены игроком за определённые серии убийств (например, возможность вызова удара самолёта огневой поддержки AC-130), кроме того, за различные виды убийств и других действий можно получить бонусы к опыту. В игре есть прокачиваемые и настраиваемые перки. Нововведение в игре — возможность продолжить игру при выходе из игры игрока, который являлся сервером (в отличие от игры Call of Duty 4, в которой при подобной ситуации игра заканчивалась). При выходе игрока-сервера игра останавливается, все игроки на карте остаются на тех местах, на которых они были на момент выхода игрока-сервера. Автоматически игра пытается назначить сервером одного из оставшихся в игре игроков. Если это удаётся, то игра возобновляется по обратному отсчёту от 20 до 1 секунды с того места, на котором произошла остановка. Если это не удаётся, то все игроки возвращаются в игровую комнату (лобби игры).
Разработчики, в связи с установкой в игру инструментов Steamworks, отказались от традиционной для серии античит-системы PunkBuster в пользу Valve Anti-Cheat, что также вызвало серьёзную критику сообщества.
11 марта 2010 года компания Microsoft объявила о том, что с 12 марта по 15 марта 2010 года включительно для обладателей серебряной подписки в Xbox Live будет доступен многопользовательский режим Modern Warfare 2, который по умолчанию для них недоступен. Акция приурочена к выходу первого пакета карт для этой игры.

Командный бой на карте Quarry

### РежимыModern Warfare 2
Как и в Modern Warfare, в Modern Warfare 2 присутствуют различные режимы многопользовательской игры. Игрок может играть один или со своими друзьями, объединяясь с ними в отряд до начала игры в лобби. На консолях Playstation 3 и Xbox 360 появилась возможность присоединиться к уже начатой игре (если в игре есть свободное место для ещё одного игрока), в которой находится игрок из списка друзей: находясь в игре и просматривая список друзей, играющих в данный момент в Modern Warfare 2, при просмотре свойств учётной записи друга в меню появляется дополнительный пункт «Join The Session». При выборе этого пункта меню игрок автоматически входит в ту игру, в которой находится этот друг.
Основной набор режимов (и правил для них) по сравнению с Modern Warfare остался без изменений.
Были добавлены новые режимы: 3rd Person Team Deathmatch; 3rd Person Cagematch, Demolition; Capture the Flag; Mosh Pit. Был удалён режим Old School.
Также присутствует разделение на обычные и Hardcore режимы многопользовательской игры. Hardcore режимы отличаются от обычных тем, что у игроков меньше очков здоровья (30 против 100 в обычных режимах), у игроков отключён радар, который отображается в обычном режиме в верхнем левом углу, и включён friendly fire — стрельба по игрокам из своей команды. В зависимости от типа hardcore режима стрельба по бойцам из своего отряда приводит к разным результатам: в обычном hardcore урон наносится игроку, в которого осуществляется стрельба, а в hardcode ricochet режиме — тому, кто стреляет в игрока из своей команды.
В версии игры для PC была найдена возможность получить доступ к трём дополнительным многопользовательским режимам:
- Global Thermonuclear War
- One Flag
- V.I.P.

Активировать эти режимы можно только после взлома игры и получения доступа к консоли. Режимы были опробованы на картах Afghan и Favela, на остальных картах корректность работы этих режимов не подтверждена. Топик с описанием этой возможности был создан на официальном форуме компании Infinity Ward, но был удалён администрацией форума.

### Система уровней игрока и престижа
В игре сохранилась система уровней игрока, которая позволяет открывать новые перки и оружие по мере получения более высокого звания (уровня). Для перехода с одного уровня на другой необходимо набрать определённое количество очков, которые могут быть получены за убийства в сетевой игре, выполнения различных заданий (например, захват флага в режиме игры Domination даёт дополнительные 150 очков, сбитый Harrier — 300 очков, пробежать 32 мили с использованием перка Марафон — 10000 очков). По мере роста уровня игрока количество очков, которые необходимо набрать для перехода на следующий уровень, постоянно растёт в арифметической прогрессии.
Максимальный доступный уровень в игре Modern Warfare 2 — 70 уровень. Для сравнения в Call of Duty 4: Modern Warfare максимальное значение — 55 уровень, а в Call of Duty: World at War — 65 уровень.
Также сохранилась система уровней престижа. Когда игрок достиг максимального уровня, то у него есть возможность продолжать играть, находясь на 70 уровне, либо «уйти в престиж» — продолжать играть, начав снова с первого уровня, но получив в награду особенный знак, отображающий уровень престижа напротив его ника. Всего в Modern Warfare 2 существует 10 уровней престижа. При переходе в престиж в первый раз игроку становится доступен новый список заданий под названием Prestige, позволяющий заработать дополнительные очки за их выполнение.
При достижении максимального уровня 10 престижа игроку продолжают начисляться заработанные очки за выполненные задания (если таковые остались) и убийства, что никак не влияет на доступное оружие и перки, но продвигает игрока вверх в таблице мирового рейтинга, который ведётся на серверах Infinity Ward.

### Система начисления очков
Система начисления очков в игре предназначена для того, чтобы игрок мог перейти со своего текущего уровня на следующий, который может открыть дополнительное оружие, перк или killstreak награду. С ростом уровня требуемое количество очков для перехода на следующий уровень возрастает. Очки начисляются за убийство игрока из команды соперника, выполнение какого-либо задания, например, убить десять врагов в положении лёжа.
В игре Modern Warfare 2 компания Infinity Ward пересмотрела систему начисления очков для игроков. Для тех режимов игры, которые ведутся на количество убийств игроков из команды соперника, количество очков, получаемых за одно убийство, было увеличено в 10 раз (в общем случае 100 очков в Modern Warfare 2 против 10 в Modern Warfare). В связи с этим были увеличены и лимиты для таких режимов игр (с 750 в Modern Warfare на 7500 в Modern Warfare 2 при игре с максимальным количеством игроков 12, и с 1000 в Modern Warfare на 10000 в Modern Warfare 2 при игре с максимальным количеством игроков 18). Также были введены дополнительные способы получения очков, например, уничтожение используемых командой соперника killstreak наград, спасение игроков своей команды от огня атакующего его врага.
Данные нововведения позволяют более быстрым и метким игрокам получать за одну игру большее количество очков чем получают товарищи по команде. Также эти нововведения позволяют чётче располагать игроков в таблице мирового рейтинга.

### Система персонализации игрока
В предыдущих играх серии персонализация игрока сводилась к:
- возможности указать название клана (не более 4 символов); которое отображалось напротив ника игрока;
- отображению текущего уровня игрока и соответствующего значка звания, если игрок ещё не «ушёл в престиж»;
- отображению значка уровня престижа, на котором находится пользователь.

В Modern Warfare 2 впервые в серии Call of Duty были представлены дополнительные возможности персонализации, так называемые callsigns, состоящие из двух частей: титул и эмблема. Некоторые эмблемы и титулы, например, флаги некоторых государств, открыты по умолчанию. Остальные эмблемы и титулы открываются по мере выполнения игроком различных заданий при определённых условиях. Например, титул Low Profile открывается после того как игрок, находясь в положении лёжа, убьёт в общей сложности 15 врагов; эмблема с изображением эскадрильи самолётов открывается после того, как игрок убьёт 10 игроков из команды противника использованной killstreak наградой. При переходе с одного уровня престижа на другой все заработанные титулы и эмблемы сохраняются.
Различные сочетания имени игрока, уровня игрока, уровня престижа, названия клана, титула и эмблемы позволяют достичь максимального на сегодняшний день уровня персонализации в серии Call of Duty.

### Система перков
Как и в Call of Duty 4, большую роль в геймплее играет разветвлённая система перков, которые дают определённые дополнительные умения или возможности. Выполняя определённые задания, игроки могут прокачать перки до про-версии. Про-версия перка не заменяет обычную версию этого же перка, а дополняет его, то есть к тем умениям, которые давала обычная версия, добавляются те, что предоставляет про-версия. Перки разделены на три группы (слота), в каждом слоте изначально доступно по 2 перка, по мере прокачки (перехода от одного уровня к другому) в каждом из слотов игроку становятся доступны дополнительные перки. Из каждой группы можно выбрать только один перк.

### Серии смертей
Ещё одним нововведением в игре стали награды за серии смертей. Если игрок не убил ни одного противника, но сам при этом погиб несколько раз подряд, то для облегчения игры этому игроку выдаётся награда, дающая то или иное временное преимущество. Некоторые награды выдаются при следующем респауне (например, Painkiller), а некоторые — перед следующей смертью (например, Final Stand) либо сразу же после неё (например, Martyrdom). Для возможности использования той или иной награды необходимо быть на определённом уровне и умереть определённое количество раз.

### Система классов игрока
В игре сохранилась система классов, которые игрок может настроить по своему усмотрению. В текущей версии класс — это сочетание оружия (первичного и вторичного), типа экипировки (граната, C4, мина M18A1 «Клеймор» и др.), вспомогательной гранаты, набор перков (по одному из трёх слотов) и награда за серию смертей. Каждый класс, созданный игроком, может иметь собственное имя, которое, например, отображает его основное предназначение: «Снайпер» или любое другое произвольное название, которое даст классу игрок.
Возможность создавать классы становится доступной игроку только после того, как он достигнет четвёртого уровня. До этого момента ему предлагается выбрать любой из предустановленных классов. Предустановленные классы содержат перки и оружие, которые изначально недоступны игроку при достижении четвёртого уровня и создании собственного класса. Это оружие и перки становятся доступны для использования в собственных классах только после дальнейшей прокачки и достижения определённого уровня. При достижении четвёртого уровня набор предустановленных классов также доступен для использования, то есть, если игрока устраивают те классы, которые доступны по умолчанию, то он может и не создавать собственные классы, а использовать те, что предоставляет игра.
Классы можно переключать в ходе игры. Обычно переключение на новый выбранный класс происходит после смерти протагониста, но, если игрок использует перк Боевая машина (англ. One Man Army), то переключение класса возможно произвести не дожидаясь момента смерти.
В начале игры игрок может создать пять произвольных классов. При переходе в престиж каждый нечётный раз добавляется ещё один дополнительный класс, который тоже можно изменить под себя. Всего можно иметь до 10 классов.

### Награды за комбо
Очень важна настраиваемая система наград за серии убийств, т. н. киллстрики (англ. killstreak rewards). Система позволяет игроку подбирать разблокированные киллстрик-награды по своему предпочтению. Новички могут получить бонусы по своим возможностям, более квалифицированные игроки могут бороться за киллстрики высшего уровня — вызов самолёта AC-130, или ещё более серьёзные награды за большие серии убийств, например тактический ядерный удар.(Tactical Nuke)
Находясь на первых уровнях игрок не может выбирать используемые им киллстрик награды, игроку даётся предустановленный набор. Набор наград, установленный по умолчанию: UAV, Care Package, Predator Missile. Все киллстрик награды, кроме тех, что давались игроку по умолчанию, закрыты и по мере дальнейшей прокачки (перехода от одного уровня к другому) у игрока появляется возможность одну за другой разблокировать все награды. Так, начиная с 10 уровня, игрок имеет возможность открыть одну из закрытых наград, например, Emergency Airdrop и использовать её вместо любой другой ему доступной.
Набор киллстрик-наград, выбранных игроком, не привязан к классам — для всех предустановленных и созданных классов набор будет одним и тем же. Одновременно можно выбрать до 3 киллстрик-наград, в наборе нельзя использовать разные награды за одно и то же количество убийств, то есть нельзя за 4 убийства выбрать и Care Package, и Counter UAV.
В отличие от Call of Duty 4: Modern Warfare, в случае гибели игрока неиспользованные награды не теряются и не заменяются новыми заработанными наградами, а остаются доступными для использования, но после респауна не могут использоваться для получения новых наград. Если после смерти игрок получил новые награды и имеет в запасе старые, которые ещё не были использованы, то сначала используются более новые награды.
В режимах игры, в которых есть разделение на раунды, также произошли изменения: убийства накапливаются от одного раунда к другому. Например, в Call of Duty: World at War, играя в Search & Destroy, убийства, произведённые в одном раунде, не переносились в другой раунд, но награды, полученные в прошлом раунде, были доступны для использования. Максимальная киллстрик-награда зависела от количества игроков во вражеской команде, то есть если в командах по 6 игроков, то получить награду за 7 убийств было невозможно при всем желании. В Modern Warfare 2 теоретически можно получить любую доступную награду, если, играя каждый раунд, не умирать, а накапливать убийства соперников.
Убийства, полученные за использование наград из Care Package и Emergency Airdrop, не идут в счёт убийств для получения следующей выбранной игроком киллстрик награды. То есть, если игрок из Care Package (для получения этой награды в игре необходимо убить 4 человек из команды противника) получил вызов самолёта поддержки AC-130 (для получения этой награды в игре необходимо убить 11 человек из команды противника) и убил с него 21 игрока из команды противника, то использовать Tactical Nuke (если данный киллстрик был выбран в качестве одной из наград за количество убийств) нельзя. Таким образом достигается баланс между киллстрик наградами, которые можно легко получить из Care Package и Emergency Airdrop, и теми же самыми заработанными киллстрик наградами.
Ещё одним нововведением является возможность прервать действие бонуса, использованного противником. Например, если команда соперников вызвала Counter UAV, то, сбив вызванный самолёт, другая команда восстанавливает действие радара (HUD). В приведённом ниже списке обозначена возможность/невозможность прервать действие бонуса:
Некоторые награды требуют отвлечения игрока от игрового процесса, например, вызов AC-130: игрок управляет с ноутбука орудиями самолёта и стреляет из пушек по противнику. В этот момент игрок на карте остаётся полностью беззащитным, так как никем не управляется. Перед использованием таких киллстриков рекомендуется прятаться в какое-нибудь незаметное место на карте, чтобы за время отсутствия протагониста не убили и не прервали текущую серию убийств. Если для управления используется джойстик DualShock 3, то момент, когда протагониста убили на карте, будет обозначен короткой вибрацией джойстика. При использовании джойстика Sixaxis такого оповещения нет.

## Игровой движок
| Системные требования    | Системные требования                                                                                   | Системные требования                                                                                   |
| ----------------------- | --- | --- |
|                         | Минимальные                                                                                            | Рекомендуемые                                                                                          |
| Windows                 | | |
| ОС                      | Windows XP из Service Pack 3 или Windows Vista или Windows 7                                           | Windows XP из Service Pack 3 или Windows Vista или Windows 7                                           |
| ЦПУ                     | Intel Pentium 4 3.2 ГГц или AMD Athlon 64 3200+                                                        | Intel Pentium 4 3.2 ГГц или AMD Athlon 64 3200+                                                        |
| Объём ОЗУ               | 1 GB                                                                                                   | 2 GB                                                                                                   |
| Место на диске          | 16 GB свободного пространства                                                                          | 16 GB свободного пространства                                                                          |
| Информационный носитель | DVD Double-Layer, Steam                                                                                | DVD Double-Layer, Steam                                                                                |
| Видеокарта              | Direct3D 9.0c-совместимая видеокарта 256 Мб NVIDIA GeForce 6600GT или выше; ATI Radeon 1600XT или выше | Direct3D 9.0c-совместимая видеокарта 256 Мб NVIDIA GeForce 6600GT или выше; ATI Radeon 1600XT или выше |
| Звуковая плата          | 100%-я DirectX 9.0c-совместимая звуковая карта                                                         | 100%-я DirectX 9.0c-совместимая звуковая карта                                                         |
| Сеть                    | Для активации игры и мультиплеера необходимо интернет-соединение                                       | Для активации игры и мультиплеера необходимо интернет-соединение                                       |
| Устройства ввода        | клавиатура, компьютерная мышь                                                                          | клавиатура, компьютерная мышь                                                                          |

В Call of Duty: Modern Warfare 2 используется игровой движок IW engine версии 4.0, являющийся собственной разработкой компании Infinity Ward. Данный игровой движок, основанный на id Tech 3 со значительными доработками, использует DirectX 9.0Ex для поддержки улучшений от Windows Vista/7 или новее, но источниками ошибочно упоминается DirectX 10.
Одной из основных задач Infinity Ward в работе над новым движком было решение проблемы с постоянным респауном противников в различных точках уровня. Движок игры использует «динамический AI», который изменил систему респауна и позволяет «умным» врагам действовать на карте более самостоятельно. В игре нет большого количества повторяющихся ситуаций, так как каждый раз противник ведёт себя по-новому. Движок стал использовать технологию потоковых текстур, что позволяет создавать более открытые и крупные уровни. Была проведена серьёзная работа со светом. Кроме того, ещё большую роль играет оружейная баллистика: учитываются типы поверхности, формы объектов, разновидности гранат и т. д. К сожалению, баллистика пуль была ещё больше ухудшена — к примеру, зачастую можно попасть в лежащего врага из пистолета через всю карту.

## Типы издания

Содержимое упаковки издания Prestige Edition

Кроме обычного издания (стоимостью $59,99), представляющего собой DVD или Blu-Ray бокс с вложенным в него диском и буклетом, было выпущено два дополнительных издания для консолей. Для PC вышло только стандартное издание игры.
Специальное коллекционное издание Prestige Edition игры (цена издания составляет $149,99) содержит:
- Стальную упаковку игры;
- Диск с игрой Modern Warfare 2;
- Альбом иллюстраций Call of Duty: Behind the Lines;
- Талон для скачивания первой игры серии Call of Duty;
- Прибор ночного видения (Night Vision Goggles);
- Бюст одного из персонажей игры, капитана Джона МакТавиша.

Коллекционное издание Hardened Edition игры (цена издания составляет $79,99) содержит:
- Стальную упаковку;
- Диск с игрой Modern Warfare 2;
- Альбом иллюстраций Call of Duty: Behind the Lines;
- Талон для скачивания первой игры серии Call of Duty.

Фигурка МакТавиша из Veteran Package

В Великобритании вышло издание Veteran Package. Набор стоимостью £119,19 включает:
- Стальной кейс;
- Диск с игрой Modern Warfare 2;
- Альбом иллюстраций Call of Duty: Behind the Lines;
- Талон для скачивания первой игры серии Call of Duty;
- Фигурку капитана МакТавиша со сменным оружием. Высота статуэтки — 30 см. В арсенале героя два пистолета калибра .45 ACP, два ледоруба и винтовка M14 Enhanced Battle Rifle, которую можно закрепить у бойца в руках или убрать ему за спину[45].

Было выпущено издание Call of Duty: Modern Warfare 2: Console Edition — специальная версия консоли Xbox 360 с жёстким диском 250 GB в фирменном дизайне игры.

### Россия
В России для PC вышло дополнительное коллекционное издание. В его составе:
- Один DVD-диск с игрой;
- Балаклава (маска бойца спецподразделения) с изображением черепа, похожую маску носит персонаж Гоуст;
- Браслет с логотипом игры.

## Разработка и поддержка игры

### Хронология разработки игры
Игра была официально анонсирована 11 февраля 2009.
Первый трейлер игры был показан 25 марта 2009 года на церемонии Game Developer Choice Awards в Сан-Франциско. Он также появился на официальном сайте игры, в то время как на сервисах Xbox Live Marketplace и PlayStation Network он был выпущен позже. Второй трейлер, демонстрирующий игровой процесс появился 10 мая 2009 года. В нём были показаны подводная миссия и управление снегоходом. Третий трейлер был выпущен 24 мая 2009 года. Там были более подробно показаны бои и игровой процесс. 28 мая 2009 года в новом трейлере был показан новый режим мультиплеера — Flag Runner.
4 апреля 2009 года сотрудник Infinity Ward Тодд Стивенс на выставке GDC ’09 заявил, что главной платформой для игры является консоль PlayStation 3. Однако, позднее оказалось, что сотрудника Infinity Ward Тодда Стивенса на самом деле не существует.
На выставке E3 2009 была показана миссия игры под названием Cliffhanger/Скалолаз, в которой капитан Джон «Soap» МакТавиш и сержант Гэри «Roach» Сандерсон проводят диверсию на военной базе, находящейся в горах Тянь-Шаня в Казахстане. Затем они сбегают оттуда на снегоходах.
28 сентября 2009 года Роберт Боулинг объявил, что до релиза игры публичная демоверсия не появится. Также было объявлено, что для поиска различных ошибок и багов в игре компания Infinity Ward пригласила группу тестеров-любителей mapMonkeys.
2 октября 2009 года Infinity Ward разместила в Интернете официальный свободно скачиваемый набор обоев для рабочего стола.
3 октября 2009 года был полностью обновлён официальный сайт и форум игры.
4 октября 2009 года вышел пятый официальный трейлер игры. В нём были показаны фрагменты сюжета игры, в частности бои в горящем Вашингтоне.
5 октября 2009 года в Интернете появилась информация о переносе PC версии игры на 24 ноября 2009 года. Однако, 17 октября 2009 года на своём Twitter Роберт Боулинг опроверг это сообщение и сообщил, что PC версию будет поддерживать интернет-сервис Steam и в ней появится система уровней престижа.
18 октября 2009 года Роберт Боулинг в интервью ресурсу BASHandSlash.com заявил, что мультиплеер игры не поддерживает выделенные сервера и игра теперь использует античит систему Valve Anti-Cheat. Сразу после этого начался сбор подписей под требованием вернуть систему выделенных серверов. В первые же сутки под петицией подписалось около 70 тысяч человек.
31 октября 2009 года в Интернете появилась пиратская версия игры для Xbox 360.
4 ноября 2009 года появился последний официальный трейлер, в котором были показаны важнейшие моменты сюжета и отзывы на проект различных игровых изданий. В качестве музыкального сопровождения была песня Eminem и Nate Dogg — «Пока я не потерплю крах» (англ. «Till I Collapse»).
6 ноября 2009 года стала доступна для загрузки Steam-версия игры для PC, 12 ноября 2009 года — для активации.
10 ноября 2009 года состоялся официальный международный релиз игры.
16 ноября 2009 года было объявлено о возможном скором выходе редактора модификаций и карт для PC-версии игры.

### Миссия «Ни слова по-русски»

Заблокированная в российском издании миссия «Ни слова по-русски». Скандально известная сцена расстрела мирных граждан

29 октября 2009 года в сеть было выложено видео с прохождением фрагмента французской версии игры, в котором игрок уничтожал мирных граждан в московском аэропорту, очень похожем на терминал D аэропорта «Шереметьево». Это вызвало широчайшую волну обсуждений в игровом сообществе среди фанатов серии, и даже угрозы бойкота игры. Вскоре компания Activision заявила, что в игре дана однозначно осуждающая оценка терроризму и подобные миссии можно пропустить без какого-либо ущерба для прохождения игры. Американская оценочная система ESRB присвоила игре рейтинг M — Mature (от 17 лет, аналогичный рейтинг имели и две предыдущие игры серии — Modern Warfare и World at War). Сотрудник Infinity Ward Ченс Гласко заявил, что об игре нельзя судить по одной миссии вне общего контекста. Для некоторых версий игры, например для немецкой и японской, вышел патч, при котором блокируются выстрелы в мирных граждан.
После консультаций с местными экспертами, опасаясь негативной реакции игроков, американская компания Activision в ПК-версии игры заблокировала эту миссию. Однако, благодаря широкому распространению файлов версий игры для других стран, практически сразу же были найдены способы разблокировки миссии.
Генеральный прокурор штата Южная Австралия Майкл Аткинсон призвал ужесточить рейтинг игры MA15+. Он заявил, что игра позволяет «быть виртуальными террористами и уничтожать мирных граждан».
При подготовке японской локализации игры переводчиком была допущена грубая ошибка, которая несколько исказила и смысл данной миссии, и в общем всей одиночной компании. Если в оригинале смысл сказанных Макаровым перед началом миссии слов был: «Помните: ни слова по-русски», то в варианте для Японии смысл такой: «Убейте их, они — русские».
13 января 2010 года Валерий Селезнёв, депутат от фракции ЛДПР в Госдуме РФ, предложил внести игру в федеральный список экстремистских материалов за пропаганду насилия и экстремизма.
22 января 2010 года фирма «1С» (издатель игры в России) ответила на обвинения депутата Селезнёва в открытом письме, опубликованном на официальном сайте компании.
Создатель миссии Мухаммед Алави объяснил необходимость наличия такого уровня жестокости в данной миссии тем, что студия хотела, чтобы игрок почувствовал трагичность ситуации и весомость причины, по которой в игре начинается большой мировой конфликт.

### Название
Первоначально игра создавалась под рабочим названием Call of Duty 6.
Первое официальное название, Call of Duty: Modern Warfare 2, было объявлено компанией-издателем Activision Blizzard 3 декабря 2008. Позже компания опровергла это сообщение, заявив, что в данный момент любая информация об игре является спекулятивной. Infinity Ward также подтвердила, что официально проект ещё не анонсирован.
11 февраля 2009 года компания Activision Blizzard представила игру под новым, сокращённым названием Modern Warfare 2, и назначила предварительную дату релиза игры на зимние праздники 2009 года. Позднее дата выхода игры была уточнена и установлена на 10 ноября 2009 года.
Однако, после проведённого исследования степени узнаваемости бренда, компания Infinity Ward была вынуждена вернуть префикс Call of Duty, так как большинство игроков не признали игру с названием Modern Warfare 2 прямым продолжением Call of Duty 4: Modern Warfare.

### Пакеты карт
На выставке E3 2009 компания Microsoft сообщила о том, что первые два дополнительных набора мультиплеерных карт для Modern Warfare 2 будут изначально доступны только на консоли Xbox 360. Роберт Боулинг (англ. Robert Bowling) заявил, что следующие наборы карт будут формироваться основываясь на мнении игрового сообщества. Первый пакет карт вышел 30 марта 2010 года.
7 января 2010 года на мероприятии Consumer Electronics Show 2010 представители Microsoft официально подтвердили, что первое дополнение для Call of Duty: Modern Warfare 2 сначала появится на консоли Xbox 360.
9 марта 2010 года Роберт Боулинг (англ. Robert Bowling) в своём «Твиттере» сообщил об открытии специального сайта https://web.archive.org/web/20100311174708/http://www.mapathy.com/, посвящённого готовящимся к выходу картам для Modern Warfare 2. В шутливой форме на сайте сообщается о дате выхода пакета карт для консоли Xbox 360. Сайт информирует о болезни, называемой картопатия (англ. mapathy), основным симптомом которой является безразличие и отсутствие удовлетворения, получаемого раньше при уничтожении противников, затаившихся в секретных и труднодоступных местах карт, на которых игрок уже играет несколько месяцев подряд. Также приведено замечание о том, что данному заболеванию может быть подвержено более 20 000 000 человек. «Лекарство» от этой болезни (подразумевается выход первого пакета карт для Modern Warfare 2) появится для пользователей Xbox 360 30 марта 2010 года, дата выхода для Playstation 3 и PC будет объявлена позже. В конце марта сайт https://web.archive.org/web/20100311174708/http://www.mapathy.com/ был обновлён: размещён шутливый ролик о болезни картопатия (англ. mapathy) и тест на предмет знания карт, поставляемых в комплекте Modern Warfare 2 по умолчанию.
11 марта 2010 года на сайте Infinity Ward была размещена новость о готовящемся пакете карт для Modern Warfare 2. В опубликованной новости ещё раз подтверждается, что обновление будет доступно для скачивания 30 марта 2010 года и пока только консоли Xbox 360, а также сообщаются подробности: набор карт будет содержать как совершенно новые карты, так и полюбившиеся карты из Call of Duty 4: Modern Warfare.
14 марта 2010 года стали доступны подробности о готовящемся пакете карт: в дополнении будет 5 карт, из которых 3 новые (Bailout, Storm, Salvage), а 2 — из Call of Duty 4: Modern Warfare (Crash, Overgrown). Позднее в тот же день стала доступна и стоимость этого обновления — 1200 Microsoft Points в системе Xbox Live, что равно 14.99 $ в денежном эквиваленте.
19 марта 2010 года Роберт Боулинг (англ. Robert Bowling) в журнале twitter сообщил, что с выходом пакета карт в следующие за этой датой выхода выходные (со 2 апреля по 5 апреля 2010 года) будет вдвое увеличено количество очков, получаемых за онлайн бои, для пользователей консоли Xbox 360. Такая же акция будет проведена и пользователей Playstation 3, когда для них станет доступен этот набор карт.
24 марта 2010 года был выпущен первый официальный трейлер к готовящемуся к выходу пакету карт. Трейлер был выложен на официальном канале Infinity Ward в сервисе YouTube. На других игровых ресурсах также появились записи фрагментов игр на новых картах. Также неофициально было заявлено, что для консоли Playstation 3 набор карт будет выпущен на 30 дней позже.
29 марта 2010 года Роберт Боулинг (англ. Robert Bowling) опубликовал дополнительную информацию о пакете карт и патче, который будет выпущен одновременно с ним (обновление будет доступно не только тем игрокам, которые купили первый набор карт):
- двойной опыт за онлайн бои будет включён в день релиза пакета карт, а не со 2 апреля по 5 апреля 2010 года, как сообщалось раньше;
- для карт, входящих в первый набор, будут созданы отдельные плейлисты, то есть, игроки при желании смогут играть только на новых картах;
- для режима HQ Pro («штаб») будет расширен список карт, для которых этот режим доступен;
- появится новый титул для тех, кто купил первый набор карт;
- будут внесены изменения в алгоритм работы перка One Man Army (Боевая машина);
- сетевой код также будет изменён, что позволит игрокам играть с теми людьми, которые находятся ближе к ним (меньше лаг);
- более стабильный сетевой код, который должен улучшить качество сетевой игры.

30 марта 2010 года первый набор карт стал доступен для покупки пользователям консоли Xbox 360 в Xbox Live.
8 апреля 2010 года компании Activision и Infinity Ward сообщили дату выхода пакета карт для консоли Playstation 3. Он станет доступен для скачивания 4 мая 2010 года для Северной Америки и 5 мая 2010 года для Австралии и Европы. Цена дополнения для пользователей консоли Playstation 3 не была оглашена. Дата выхода 4 мая 2010 года для Северной Америки и 5 мая 2010 года для Австралии и Европы объясняется тем, что начиная с мая 2010 года компания Sony будет выпускать обновления для PlayStation Store не по четвергам, как это было раньше, а по вторникам, что связано со своеобразной борьбой компании с Microsoft. 3 мая 2010 года была озвучена стоимость первого пакета карт для пользователей консоли Playstation 3 — 14.99 $.
19 апреля 2010 года Роберт Боулинг (англ. Robert Bowling) в своём «Твиттере» проводил розыгрыш кодов активаций, дающих право на бесплатное скачивание первого пакета карт для консоли Xbox 360. Также Роберт сообщил, что такой же розыгрыш будет проведён и для владельцев консоли Playstation 3, когда первый пакет карт станет доступен для этой консоли.
4 мая 2010 года первый набор карт стал доступен для покупки пользователям консоли Playstation 3 в PSN, а также на PC через систему Steam
6 мая 2010 года финансовый директор компании Activision Томас Типпл (англ. Thomas Tipple) подтвердил, что второй пакет карт будет выпущен позже в 2010 году и также будет подготовлен студией Infinity Ward. 7 мая 2010 года представитель Activision уточнил, что второй пакет карт будет предложен игрокам во второй половине 2010 года.
13 мая 2010 года была объявлена точная дата выхода второго пакета карт, который носит название Resurgence Package. Для консоли Xbox 360 он станет доступен в Xbox Live 3 июня 2010 года. Роберт Боулинг (англ. Robert Bowling) в своём «Твиттере» сообщил, что новый набор карт также, как и прошлый, будет содержать в себе 5 карт для многопольвательской игры. Дата выхода второго пакета карт для Playstation 3 названа не была.
14 мая 2010 года стали доступны подробности о готовящемся к выходу втором пакете карт: в дополнении будет 5 карт, из которых 3 новые (Trailer Park, Carnival, Fuel), а 2 — из Call of Duty 4: Modern Warfare (Vacant, Strike).
15 мая 2010 года Роберт Боулинг (англ. Robert Bowling) в своём «Твиттере» начал розыгрыш кодов активаций, дающих право на бесплатное скачивание второго пакета карт. Участникам конкурса необходимо придумать название для американской горки, которую можно найти на карте Carnival, и отправить его Роберту. Помимо придуманного названия также надо отправить название консоли (Playstation 3, Xbox 360 или PC), для которой участник хочет получить код активации.
3 июня 2010 года второй набор карт стал доступен для покупки пользователям консоли Xbox 360 в Xbox Live.
11 июня 2010 года компании Activision и Infinity Ward сообщили дату выхода второго пакета карт для Playstation 3 и PC. Он станет доступен для скачивания 6 июля 2010 года для Северной Америки и 7 июля 2010 года для Австралии и Европы.
6 июля 2010 года второй набор карт стал доступен для покупки пользователям консоли Playstation 3 в PSN, а также на PC через систему Steam.

### Аудио
В озвучивании игры принимали многие известные актёры. Рэпер Кёртис Джексон III, более известный как 50 Cent, озвучил некоторых персонажей в мультиплеере и режиме Special Ops. Британский актёр Кевин МакКидд (англ. Kevin McKidd) озвучил капитана МакТавиша. Кит Дэвид (англ. Keith David) озвучил сержанта Фоули. Крэйг Фэйбрасс (англ. Craig Fairbrass), озвучивавший персонажа по имени Гас в Call of Duty 4, озвучил Гоуста. Билли Мюррей (англ. Billy Murray) вновь озвучил капитана Прайса. Генерал Шепард был озвучен известным американским актёром Лэнсом Хенриксеном (англ. Lance Henriksen).
Главную тему игры создал известный голливудский композитор Ханс Циммер (англ. Hans Zimmer), саундтрек написал Лорн Балф (англ. Lorne Balfe). 15 декабря 2009 года Ханс Циммер написал на своей странице в Facebook, что написанная им музыка для игры будет издана в виде отдельного диска, над которым уже идёт работа. 2 июня 2010 года саундтрек к игре стал доступен для покупки в iTunes Store и на сайте https://web.archive.org/web/20100501131749/http://www.fontanadistribution.com/.

### Продажи
У игры Call of Duty: Modern Warfare 2 были самые высокие уровни предпродаж за всю историю компании Infinity Ward.
По сообщениям основного издателя игры, компании Activision, текущие мировые объёмы продаж составляют около 9 млн экземпляров. На Великобританию и США приходится более 6 млн копий игры. Только за четвёртый квартал 2009 год планируется продать около 10 миллионов экземпляров игры. За первые пять дней доходы издателей составили $ 550 миллионов. Лицензионные ключи были с привязкой к региону, таким образом исключив возможность покупки ключа у дистрибьютора другой страны, где цена бы была ниже.
11 декабря 2009 года компания изучения рыночной конъюнктуры NPD Group выпустила отчёт о торговле в сфере видеоигр в США за ноябрь 2009 года. Игра заняла первое место в топ-листе на обеих основных платформах: на Xbox 360 было продано 4,2 миллиона копий; на PS3 — 1,87 миллионов копий.
29 декабря 2009 года портал TorrentFreak.com назвал Modern Warfare 2 самой популярной игрой 2009 года по количеству скачанных пиратских копий. В общей сложности за 2009 год с момента официального релиза игры было скачано:
- 4,100,000 копий версии для PC (состояние на 27 декабря 2009 года)
- 970,000 копий версии для Xbox 360 (состояние на 27 декабря 2009 года)

14 января 2010 года генеральный директор компании Activision Роберт Котик (англ. Robert Kotick) заявил, что выручка от продажи всех версий игры превысила $ 1 млрд. При этом, первые 550 миллионов долларов были заработаны за пять дней.
14 января 2010 года NPD Group опубликовала свой рейтинг самых продаваемых игр 2009 года в США на консолях. В этом рейтинге игра Modern Warfare 2 заняла первое место с версией для консоли Xbox 360, версия для Playstation 3 в том же списке находится на восьмом месте.
К концу 2009 года всего было продано 11,86 миллионов копий игры Modern Warfare 2. Из них 8,82 миллионов копий приходится на США; 2,8 миллиона — на Великобританию и 238,000 — на Японию.
8 марта 2010 года Роберт Боулинг (англ. Robert Bowling) в своём журнале сообщил, что в этот день был зарегистрирован 25 000 000 игрок в Modern Warfare 2. Чуть позже Боулинг, отвечая кому-то в сети Twitter, опубликовал цифры: 25 000 000 игроков зарегистрировано на всех поддерживаемых платформах (Xbox 360, Playstation 3 и PC). Больше всего игроков на консоли Xbox 360, с небольшим отставанием идёт Playstation 3 и с отставанием в миллионы — PC.
7 апреля 2010 года Activision и Microsoft объявили, что за неделю, в течение которой для пользователей консолей Xbox 360 был доступен для покупки первый набор карт, этот набор был продан тиражом 2,5 миллиона, причём в первые 24 часа было продано 1,0 миллион копий.
6 мая 2010 года генеральный директор компании Activision Роберт Котик (англ. Robert Kotick) сообщил, что первый набор карт разошёлся тиражом 17 миллионов копий среди пользователей консоли Xbox 360, то есть в эту цифру не входят копии, проданные пользователям консоли Playstation 3 и PC.
18 мая 2010 года Роберт Боулинг (англ. Robert Bowling) в своём журнале сообщил, что за неделю, в течение которой для пользователей консолей Playstation 3 был доступен для покупки первый набор карт, этот набор был продан тиражом 1 миллион, что является рекордом продаж для PSN.
15 июня 2010 года генеральный директор компании Activision Роберт Коттик (англ. Bobby Kotick) заявил, что с момента выхода игры Call of Duty: Modern Warfare 2 в свет по текущий день было продано 20 миллионов копий на всех платформах.
2 августа 2010 года генеральный директор компании Activision Роберт Коттик (англ. Bobby Kotick) заявил, что наборы карт, которые выпускались для Call of Duty 4: Modern Warfare (1 набор карт), Call of Duty: World at War (3 набора карта) и Call of Duty: Modern Warfare 2 (2 набора карт), разошлись по всему миру тиражом 20 миллионов.
23 августа 2010 года портал Chart-Track объявил, что Call of Duty: Modern Warfare 2 стала самой продаваемой игрой в Англии за всю историю страны.
Летом 2018 года, благодаря уязвимости в защите Steam Web API, стало известно, что точное количество пользователей сервиса Steam, которые играли в игру хотя бы один раз, составляет 5 267 226 человек.

#### Мировой рекорд продаж
21 апреля 2010 года официально в книгу рекордов Гиннесса проект Modern Warfare 2 был внесён как самый успешный запуск в индустрии развлечений. В первые 24 часа было продано копий игры на 401,6 миллиона долларов. Прошлый рекорд принадлежал игре GTA IV, которая в первый день продаж заработала 310 миллионов долларов.

### Дополнительная продукция
Компания Infinity Ward приняла участие в разработке пластикового манипулятора для Modern Warfare 2. Перспективный контроллер будет выполнен в виде автомата M4. Совместно с компанией Mad Catz выпущена серия фирменных контроллеров и гаджетов: Modern Warfare 2 Combat GamePad (геймпады для PC и консолей, в версиях для консолей не поддерживается режим вибрации геймпада), Modern Warfare 2 Throat Communicator (микрофон для Xbox 360), Modern Warfare 2 Bluetooth Headset (гарнитура для PS3), Modern Warfare 2 Sniper Mouse (компьютерная мышь с регулируемой тяжестью) и две клавиатуры: Modern Warfare 2 Combat Keyboard и Modern Warfare 2 Elite Keyboard.
Контроллеры, выпущенные MadCatz для приставок Playstation 3 и Xbox 360 в основном получили негативные отзывы игроков.
- передавали сигнал с очень большой задержкой, что для многих игроков является неприемлемым (особенно в сетевой игре);
- имели неудобное расположение кнопок L2 и R2, требующих дополнительного усилия для нажатия

Компания Activision вместе с Monster Energy выпустила энергетический напиток под маркой Modern Warfare 2. В рамках кампании с 1 октября 2009 года по 1 января 2010 года проводился розыгрыш призов (согласно информации на официальном сайте Monster Energy, конкурс закончился раньше запланированной даты окончания). На упаковках (4 или 6 банок в одной упаковке) с напитком были напечатаны коды, которые необходимо было вводить на сайте www.monsterenergy.com. Из введённых кодов случайным образом выбиралось 4 победителя. Разыгрывались следующие призы:
- 1 место: Hardened Edition игры Modern Warfare 2 для Playstation 3 или Xbox 360 (первое место могли выиграть коды, напечатанные на специальных упаковках с четырьмя банками напитка)
- 2 место: Бесплатная возможность скачивания первого выпуска загружаемых карт для игры Modern Warfare 2 для Playstation 3 или Xbox 360
- 3 место: Фоновый рисунок на тему игры Modern Warfare 2 для Playstation 3 или Xbox 360
- 4 место: Купон на получение бесплатного напитка Monster Energy

### Выход игры
10 ноября 2009 года игра стала доступна для розничной продажи на всех поддерживаемых платформах: Playstation 3, Xbox 360 и PC. 12 ноября 2009 года игра стала доступна для активации купившим её через интернет-сервис цифровой дистрибуции Steam.
Локализацию и издание игры в России совместно осуществили компании 1C и SoftClub. Для PC выпущено три издания: коробочное, стандартное и подарочное. Был выпущен комплект предзаказа игры, дающий небольшую скидку во время покупки игры (кроме коробочной версии). Российская версия игры отличается заблокированной миссией в московском аэропорту (No Russian), где игрок мог убивать мирных жителей и должен был стрелять по сотрудникам милиции и ФСБ. Для консолей ограниченным тиражом должен был выйти Prestige edition, однако релиз игры для консолей не состоялся.

#### Демоверсия
4 августа 2010 года в PSN и Xbox Live была выложена демоверсия игры Call of Duty: Modern Warfare 2. В демоверсии для одиночного прохождения доступна миссия Cliffhanger, прохождение которой демонстрировалось перед официальным выходом игры.

### Соревнования поModern Warfare 2
20 февраля 2010 года в Сан-Франциско при активной поддержке сети игровых магазинов Gamestop прошёл первый официальный финал соревнований по Modern Warfare 2. Мероприятие собрало лучших игроков, которые боролись за часть призового фонда, составляющего 25 тысяч долларов. В качестве приглашённых гостей турнир посетили разработчики Infinity Ward и Jazzy Jeff.

### Разработка продолжения серии
1 марта 2010 года прошёл слух, что Винс Зампелла (глава компании) и Джейсон Уэст (творческий директор) ушли из Infinity Ward, косвенно это было подтверждено статусом Винса Зампеллы на своей личной странице в сети LinkedIn.
2 марта 2010 года Activision подтвердила, что в 2010 году новую часть серии Call of Duty разрабатывает Treyarch, а в 2011 году это будет не Infinity Ward, а Sledgehammer Games — совершенно новая студия. В то же время было также подтверждено, что загружаемый контент для Call of Duty: Modern Warfare 2 разрабатывает Infinity Ward. Позже в тот же день стала доступна дополнительная информация: CEO компании Activision Майк Гриффит (англ. Mike Griffith) подтвердил, что Зампелла и Уэст покинули Infinity Ward, но будущее серии Call of Duty связано с Infinity Ward, с талантом и экспертными знаниями этой команды.
6 мая 2010 года финансовый директор компании Activision Томас Типпл (англ. Thomas Tipple) заявил, что Infinity Ward уже работает над следующей игрой в серии Call of Duty. Больше никаких подробностей сообщено не было, но было обещано, что дополнительная информация будет предоставлена в течение следующего года. В свою очередь генеральный директор компании Activision Роберт Котик (англ. Robert Kotick) отметил, что студия Infinity Ward остаётся важной составляющей, работающей над проектом Call of Duty.
14 мая 2010 года стало известно, что Activision зарегистрировала доменные имена для будущих серий Call of Duty: Call of Duty: Future Warfare, Call of Duty: Advanced Warfare, Call of Duty: Secret Warfare и Call of Duty: Space Warfare

### Сервис Call of Duty Elite
31 мая 2011 года Activision анонсировала сервис Call of Duty Elite, который предназначен для пользователей игр серии Call of Duty. Летом 2011 года сервис будет запущен в бета-версии и тестирование будет проводиться на интеграции с игрой Call of Duty: Black Ops, полноценный запуск запланирован совместно с релизом Call of Duty: Modern Warfare 3 (нерешённым остаётся вопрос интеграции сервиса Call of Duty Elite с Call of Duty: Modern Warfare 2, так как с этим могут возникнуть технические трудности).

## Комикс
17 августа 2009 года была анонсирована серия из шести номеров по мотивам Modern Warfare 2. Главный герой комикса — агент спецподразделения ОТГ-141 Гоуст, носящий маску с изображением человеческого черепа. Главный герой посещает различные горячие точки планеты, например Афганистан и Мексику. Над комиксом работает компания WildStorm; подразделение DC Comics.

## Рецензии и награды

### Рецензии игры в зарубежной прессе
| Сводный рейтинг       | Сводный рейтинг                           |
| Агрегатор             | Оценка                                    |
| --------------------- | ----------------------------------------- |
| GameRankings          | 93,42 % (PS3) 93,57 % (X360) 87,84 % (PC) |
| Metacritic            | 94/100 (PS3) 94/100 (X360) 86/100 (PC)    |
| Иноязычные издания    |                                           |
| Издание               | Оценка                                    |
| Edge                  | 90 %                                      |
| Eurogamer             | 9/10                                      |
| GamePro               | 5/5                                       |
| GameRevolution        | A- (91 %)                                 |
| GameSpot              | 8,5/10                                    |
| GameSpy               | [ 156 ]                                   |
| GameTrailers          | 9,5/10                                    |
| IGN                   | 9,5/10                                    |
| Русскоязычные издания |                                           |
| Издание               | Оценка                                    |
| Absolute Games        | 69 %                                      |
| PlayGround.ru         | 9,1/10                                    |
| «Игромания»           | 9,0/10                                    |

Известный игровой сайт GameSpy поставил игре оценку в 4 из 5 баллов. Рецензент отметил, что «хотя она всё ещё одна из лучших игр года, PC версия не идеальна в ключевых областях». Среди плюсов игры автор выделил: «хороший синглплеер; интенсивность и запоминаемость действий; новый режим Spec Ops очень весёлый; немного улучшился мультиплеер». Минусы — «синглплеер может показаться слишком коротким; нет поддержки выделенных серверов и пользовательского контента». «Нет никаких сомнений, что Call of Duty: Modern Warfare 2 является одной из лучших игр года» — подытожили журналисты.
Крупный игровой ресурс GameSpot оценил игру в 8.5 баллов из 10. Крисс Уоттерс, автор рецензии, отметил интенсивный экшен, «привлекательные миссии кооператива», «более богатая и глубокая эволюция мультиплеера». Среди минусов отмечены краткость кампании и «запутанный и неизящный сюжет».
Журналисты влиятельного издания IGN.com поставили игре оценку 9.5 из 10 («Потрясающе»). Рецензенты отметили хорошую проработку графических эффектов, отличную работу Ханса Циммера с музыкой и завораживающий геймплей. Минусы — краткая и невменяемая сюжетная линия.

### Обзоры игры в русскоязычной прессе
Один из крупнейших российских игровых ресурсов Absolute Games поставил игре 69 %. Рецензент отметил странный сюжет игры, краткость кооперативного режима и недостатки новой версии полюбившейся многим многопользовательской игры Call of Duty 4: Modern Warfare, также критики удостоились «бездарные перевод и озвучивание». По поводу миссии «Ни слова по-русски» рецензент отметил, что «весь сюжет таков, что на дураков из Infinity Ward уже не получается обижаться», и предложил в следующей игре на тему Второй мировой войны «сделать интерактивную экскурсию по Треблинке в роли офицера SS». Вердикт: «Истерзанный скриптами „сингл“, созданный для отписки „кооп“ и добротная сетевая часть — судя по сводкам с магазинных фронтов, мы ещё не раз и не два увидим это нелепое сочетание».
Ресурс 3DNews оценил игру на 9 баллов из 10. Авторы отметили постоянный накал страстей в игре, сравнив её с высокобюджетным кино-блокбастером: «главный шутер этого года, одна из ярчайших игр вообще, боевик, который претендует на место рядом с „Падением чёрного ястреба“ и „Скалой“. Какие ещё могут быть аргументы?» Среди недостатков была отмечена нестабильность сетевой игры ПК-версии и низкое качество озвучивания локализованного варианта.
Игровой отдел информационного сайта Lenta.ru очень высоко оценил игру. Среди недостатков была отмечена только слишком короткая сюжетная кампания. Автор резюмировал: «Вторая часть Modern Warfare — не откровение, а закрепление пройденного. Что, впрочем, не мешает игре быть одним из лучших шутеров на текущий момент. Про неё очень сложно писать — правильные слова подбираются неохотно. Но как только видишь её своими глазами, остальные игры на какой-то промежуток времени перестают существовать. Новая часть Call of Duty — главный претендент на звание игры года. Это даже не обсуждается».
Русскоязычный игровой сайт и сервер PlayGround.ru 25 ноября 2009 года написал рецензию на игру, оценив её в 9.1 баллов из десяти. Обозреватели очень хорошо отозвались об игре, отметив, что «вторая часть „модернизированного“ Call of Duty достигла невиданных высот». Авторы оценили высокое качество графики, кинематографичность, хороший кооператив и мультиплеер. Рецензент резюмировал: «Серия, несомненно, достигла того, к чему стремилась. Или почти достигла, но расстояние между „почти“ и „уже“ столь мало, что без придирчивости его можно и не заметить. Вторая часть весьма красочная, стильная. Каждый уровень — пример продуманности и художественности, что вкупе с прекрасным движком, богатым антуражем даёт весьма симпатичную картинку. Талантливая постановка сценария и motion capture все проворно оживляют и придают той убедительности, которая как раз и увлекает в действо. Такого затягивающего аттракциона, шутера нон-стоп, гладкого и приятного, давно уже не показывалось на горизонте. Включая прочих Call of Duty. Отчего даже инфернальный сюжетный идиотизм сходит с рук. Его можно вообще проигнорировать».
Журнал «Игромания» поставил игре 9 баллов из 10-ти. Авторы очень высоко отметили звук и музыку (10 баллов из 10), графику (9 из 10) и управление (9 из 10). Вердикт: «„Трансформеры 2“ от компьютерных игр: большой, громкий, вызывающе глупый, грандиозный шутер, от которого совершенно нельзя оторваться» и в итогах года журнал наградил игру званием шутера года и вторым местом в играх года.
CNews, одно из крупнейших интернет-изданий в сфере высоких технологий в России, 4 декабря 2009 года представил рецензию на Modern Warfare 2, поставив ей 7,7 из 10 («хорошо»). Автор отметил недостатки сюжета: «Сюжет, который можно во всей его полноте уместить в несколько строк печатного текста с огромным трудом воспринимается как нечто целое, разумное и единое. Густая, насыщенная хорошими ингредиентами каша, но если проглатывать её не сразу, то можно вместо удовольствия просто отравиться». Среди плюсов отмечена скорость и динамика игры, немного улучшившийся искусственный интеллект противников. К графике рецензент отнёсся нейтрально: «Устаревшая графика двухлетней давности не вызывает аллергической реакции или появления волдырей вокруг глаз, но и не балует. Если движок и вырос в техническом плане, то глаз этого не заметит. Хорошие анимации, созданные с помощью motion capture с живых актёров, иногда нечёткие текстуры, относительно простые и знакомые технологии — при этом выглядящая достойно в динамике картинка справедливо требует ровно столько ресурсов, сколько заслуживает». Итог — «Серия Call of Duty, вроде бы, держит свою планку на уровне. Но всё радует до поры до времени, а как только игры серии начинают характеризоваться единым шаблоном и приносить всё меньше и меньше нового, невольно начинает казаться, что создатели всё меньше и меньше выкладываются, раз за разом выдавая свеженький продукт в привычном и знакомом ритме. Становится ещё более неприятным, когда и самые главные ценности игры, основные ожидания, оказываются на деле иными. А сейчас именно это и стало заметно: в наличии осязаемый регресс некоторых моментов по сравнению с первой частью, из-за сомнительных решений. Средства у компании есть, чтобы сделать эффектную игру и позаботиться о рекламе. Это данность, но всё меньше и меньше творчества чувствуется в подходе. Modern Warfare 2 — крепкий, хороший шутер, но не даёт покоя вопрос — какое великолепие в том, что завтра уже забылось всеми и каждым?»

### Награды игры
19 ноября 2009 года авторитетный портал IGN включил игру в список «The Top 25 Xbox 360 Games». Игра заняла в этом списке 20-е место.
8 декабря 2009 года журнал Time в своём ежегодном рейтинге The Top 10 Everything of 2009 назвала Modern Warfare 2 лучшей игрой года.
13 декабря 2009 года на мероприятии Spike Video Game Awards 2009 игра стала победителем в двух номинациях: лучший шутер (англ. Best Shooter); лучшая мультиплеерная игра (англ. Best multi-player game).
15 декабря 2009 года портал g4tv.com присудил игре Modern Warfare 2 победу в следующих номинациях:
- лучшая мультиплеер игра года;
- лучший шутер года;
- лучшее звуковое оформление игры года.

16 декабря 2009 года портал канала CNN в обзоре The best video games of 2009 присудил игре Modern Warfare 2 победу в номинации лучший шутер.
21 декабря 2009 года по результатам прошедшего года портал Gamespy.com присудил игре победу в следующих номинациях:
- лучшая игра 2009 года[171];
- лучшая мультиплеерная игра 2009 года по мнению игроков[172];
- лучшая мультиплатформенная игра 2009 года[173];
- Weapons Of Mass Destruction[174];
- Stay Away, Michael Bay Award[175].

23 декабря 2009 года портал www.gamedaily.com по итогам года присудил игре Modern Warfare 2 победу в номинации Лучшая мультиплеер игра (Best Multiplayer Game).
29 декабря 2009 года портал LAtimes.com присудил Modern Warfare 2 первое место в номинации Лучшая видео игра 2009 года (Top 10 video games of 2009).
31 декабря 2009 года игра получила все главные премии ресурса GameTrailers — Лучшая игра для PlayStation 3 (англ. Best PS3 Game), Лучшая игра для Xbox 360 (англ. Best Xbox 360 Game), Лучшая игра для ПК (англ. Best PC Game), Игра года (англ. Game of The Year).
31 декабря 2009 года известный игровой сайт и сервер Playground.ru подвёл итоги года. По результатам пользовательского голосования (не всегда совпадавшего с мнением редакции), игра победила в следующих номинациях: FIRST-PERSON ACTION, ГРАФИКА ГОДА, ЗВУК ГОДА, МУЗЫКА ГОДА и ИГРА ГОДА.
Подводя итоги 2009 года, мультимедийный портал IGN назвал игру:
- лучшим шутером (англ. Best Shooter) 2009 года на консоли Xbox 360[180];
- игрой с лучшей графикой (англ. Award for Visual Excellence) и визуальными эффектами в 2009 году на консоли Xbox 360[181];
- игрой с лучшим звуком (англ. Award for Excellence in Sound) в 2009 году на консоли Xbox 360[182];
- лучшей мультиплеерной игрой (англ. Best Multiplayer Game) в 2009 году на консоли Xbox 360[183].

По итогам 2009 года по версии портала planetxbox360.com игра победила в номинации Лучшая игра 2009 года для Xbox 360 (англ. 2009 Xbox 360 Game of the Year).
Игра победила в номинации «Шутер года»
и заняла второе место в номинации «Игра года»
(2009) журнала «Игромания».
19 марта 2010 года по версии BAFTA Modern Warfare 2 выиграла звание «Игра 2009 года». В прошлом году звание «Игра 2008 года» выиграла игра Call of Duty 4: Modern Warfare, которая также была разработана студией Infinity Ward.
21 апреля 2010 года Call of Duty: Modern Warfare 2 оказалась в Книге рекордов Гиннесса как «Самый успешный в коммерческом плане запуск продукта в индустрии развлечений».

## Киноадаптация
Компания Activision не исключила возможность создания фильма-экранизации по мотивам игры Modern Warfare 2. В конце сентября 2009 года издательство зарегистрировало торговую марку Call of Duty. Главный сценарист игры Джесси Штерн (англ. Jesse Stern) заявил:

Думаю, что оно <кино> выглядело бы отлично. Будем надеяться, что разговор на эту тему у меня будет с кем-нибудь где-то когда-нибудь в будущем. Джейсон Уэст, Стив Манкуда и остальные ребята из Infinity Ward заинтересованы в этом, да и в Activision хотят сделать фильм. Мне было бы интересно попробовать создать кино. К тому же, у нас есть исходный материал для использования, который является огромным преимуществом в создании подобных фильмов с нуля.

В декабре 2012 года Бобби Коттик заявил, что экранизация не планируется, так как фильмы, созданные по мотивам компьютерных игр, редко хорошо принимаются зрителем, подтверждается им же в начале 2013 года. В октябре 2013 года такое же мнение озвучивает CEO Activision, заявляя, что игры хороши сами по себе, как форма искусства.